# Kritisches Triebwerk
|  | Dieser Artikel wurde aufgrund von inhaltlichen oder formalen Mängeln auf der Qualitätssicherungsseite des Portals Luftfahrt eingetragen. Dies geschieht, um die Qualität der Artikel aus dem Themengebiet Luftfahrt auf ein akzeptables Niveau zu bringen. Dabei werden Artikel gelöscht, die nicht signifikant verbessert werden können. Bitte hilf mit, die inhaltlichen Mängel dieses Artikels zu beseitigen, und beteilige dich bitte an der Diskussion. Artikel eintragen |

Bei mehrmotorigen Flugzeugen ist das kritische Triebwerk (critical engine) jenes, „dessen Ausfall den nachteiligsten Einfluß auf die Flugeigenschaften im jeweils untersuchten Flugzustand hat“.

## Propellerflugzeuge

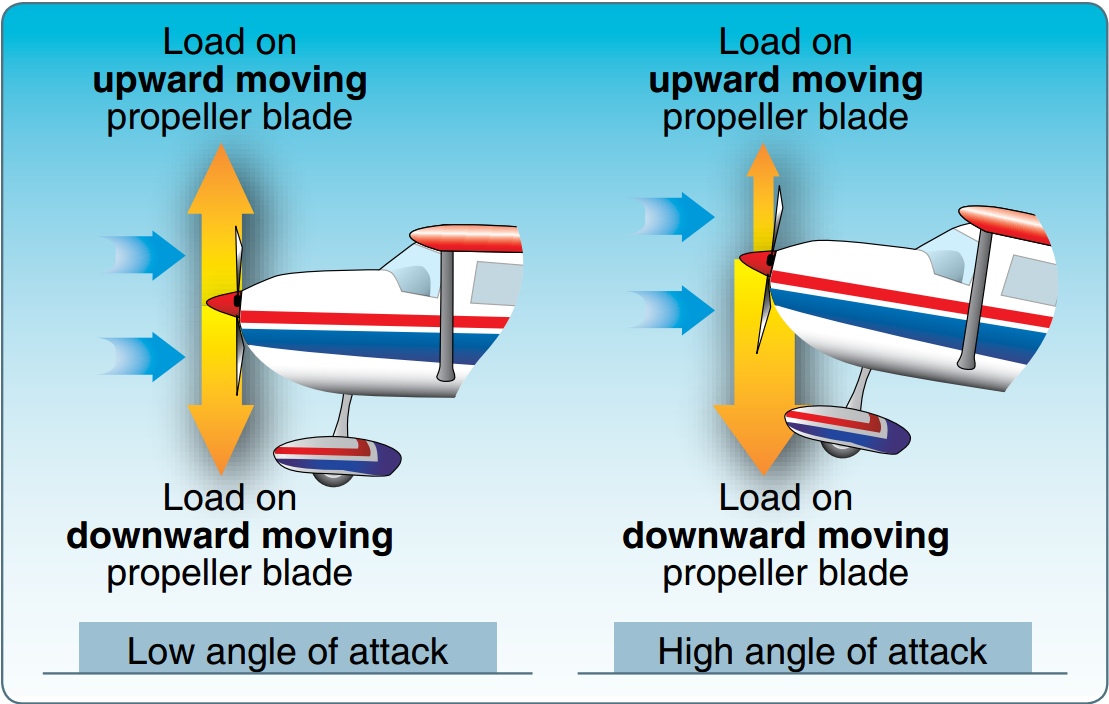
Unterschiedlicher Anstellwinkel der Propellerblätter je nach Geschwindigkeit

Die Kraft, die ein Propellerblatt erzeugt, ist abhängig von seinem Anstellwinkel. Kommt die Luft linear von vorne, erzeugt ein Propellerblatt, welches sich abwärts bewegt, dieselbe Kraft wie eines, welches sich aufwärts bewegt. Fliegt ein Flugzeug langsam, erfährt das Flugzeug einen größeren Anstellwinkel. Dies führt wiederum dazu, dass ein sich abwärts bewegendes Propellerblatt eine größere Kraft entwickelt, während ein aufwärts bewegendes Propellerblatt durch dessen kleineren Anstellwinkel kaum noch einen Schub erzeugt.
Bei einem einmotorigen Flugzeug ist das Drehmoment aufgrund des kurzen Kraftarmes klein. Fällt jedoch bei einem zweimotorigen Flugzeug das eine Triebwerk aus, entsteht ein langer Kraftarm – einerseits durch den Ausfall des Triebwerkes selbst, aber durch die Verlangsamung des Flugzeuges – schließlich fällt die Hälfte des verfügbaren Schubs weg – entwickeln die abwärts bewegenden Propellerblätter eine deutlich größere Kraft. Verschlimmert wird dies dadurch, dass vom verbliebenen Triebwerk deutlich mehr Schub verlangt wird.

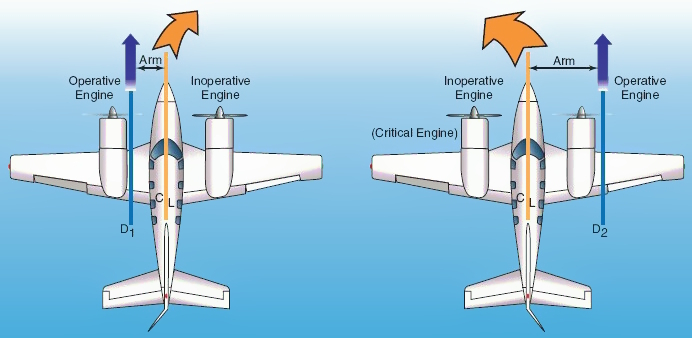
Beide Propeller drehen sich vom Piloten aus gesehen im Uhrzeigersinn. Die blaue Linie zeigt den Schubvektor des noch funktionierenden Propellers. Links ist der Kraftarm kürzer als rechts. Somit ist das entstehende Drehmoment beim Ausfall des linken Triebwerkes größer.

Wie im Bild rechts gezeigt, ist in diesem Fall der Ausfall des linken Triebwerkes schwerwiegender, da die Propeller vom Piloten aus gesehen im Uhrzeigersinn drehen (rechtsdrehender Motor). Somit ist hier das linke Triebwerk das kritische Triebwerk.

### Behebung des Problems
Es bestehen verschiedene Möglichkeiten, diesem Problem zu begegnen:
- Man kann das Flugzeug so konstruieren, dass der linke Propeller im Uhrzeigersinn dreht, der rechte jedoch im Gegenuhrzeigersinn. Somit ist der Ausfall des linken und des rechten Triebwerkes gleich ungünstig. Diese Lösung wurde in der Piper PA-34 Seneca realisiert, die mit je einem Motor Lycoming IO-360 und LIO-360 ausgerüstet ist; das „L“ bedeutet eine linksdrehende Kurbelwelle.

- Sind zwei Motoren notwendig, kann man sie entlang der Längsachse einbauen. Dies ist etwa bei der Cessna Skymaster der Fall. Eine weitere besondere Konstruktion ist die Scaled Composites Boomerang, welche durch eine ausgeklügelte Konstruktion die Triebwerke zwar nebeneinander platziert, aber bei Triebwerksausfall entsteht dennoch ein minimales Drehmoment.

- Ein größeres und effektiveres Seitenruder kann das Drehmoment ausgleichen. Jedoch führt dies zu einem größeren Luftwiderstand.

Die Luftfahrtbehörden schreiben vor, dass ein zweimotoriges Flugzeug beim Ausfall eines Triebwerkes noch flugfähig und kontrollierbar bleiben muss. Daher muss auf Testflügen die Geschwindigkeit Vmca ermittelt werden. Bei dieser Geschwindigkeit ist das Flugzeug auch unter den ungünstigsten Umständen (Ausfall des kritischen Triebwerks, maximale Beladung, ungünstigster Schwerpunkt) noch kontrollierbar.

## Flugzeuge mit Strahltriebwerken
Bei Strahltriebwerken entstehen durch den veränderten Anstellwinkel kaum die oben beschriebenen Effekte. Bei einem zweistrahligen Flugzeug mit nebeneinander liegenden Triebwerken sind die beiden Triebwerke somit gleichermaßen kritisch, ungeachtet der Drehrichtung der Turbinenschaufeln. Bei einem drei- oder viermotorigen Flugzeug sind jedoch die beiden äußeren Triebwerke die kritischen, da deren Ausfall das größte Drehmoment erzeugt.